# マグダラ
マグダラ (Magdala) （ヘブライ語：ミグダル＝מגדל「塔」）はタルムードにおいてミグダル・ヌナヤ（「魚の塔」）という呼び名で現れる、イスラエルのガリラヤ湖北西岸に位置する、古代におけるガリラヤの都市の一つ。現在のミグダル（Migdal）に相当する。
新約聖書ではミグダルのアラム語形マグダラがギリシャ語に写記されている。フラウィウス・ヨセフスの著作ではタリケイア（ギリシャ語で「塩漬けの肉（とりわけ魚肉）」の意）と記されている。
マグダラのマリアの出身地と目される。